# Aeroport de Newquay
L'Aeroport de Newquay (en anglès Newquay Cornwall Airport), codi IATA NQY, és l'aeroport comercial més gran de Cornualla a l'extrem sud-oest de la Gran Bretanya. És a uns 7,4 km al nord-est de la població de Newquay, a la costa nord de Cornualla. Havia estat un aeroport militar i la RAF el va cedir per a ús civil el 2008.